# Fundătura (gmina Delești)
Fundătura – wieś w Rumunii, w okręgu Vaslui, w gminie Delești. W 2011 roku liczyła 474 mieszkańców.